# Melanagromyza heracleana
Melanagromyza heracleana är en tvåvingeart som beskrevs av Zlobin 2005. Melanagromyza heracleana ingår i släktet Melanagromyza och familjen minerarflugor. Inga underarter finns listade i Catalogue of Life.